# Liang antérieur
Pour les articles homonymes, voir Liang.
320–376
Entités précédentes :
- Dynastie Jin

Entités suivantes :
- Qin antérieur

Le Liang antérieur (chinois : 前涼 ; pinyin : Qián Liáng) (320 – 376) était un État de la Chine du nord ayant existé durant la période des Seize Royaumes de l'histoire de la Chine.

## Histoire
Durant les décennies qui précédent la fondation du royaume, le nord de la Chine a été ravagé par la guerre des huit princes, une guerre civile qui a laissé le pouvoir central des Jin tellement affaibli qu'il n'est pas arrivé à contrer la révolte des « Cinq Barbares » (les Wu Hu : les Xianbei, le peuple Jie (en), les Xiongnu, les Qiang et les Di). Enchaînant les défaites, les Jin perdirent le contrôle du nord de la Chine, qui s'est retrouvé divisé en plusieurs royaumes dirigés par les chefs des Wu Hu.
Au début Zhang Shi (張寔), le gouverneur du Zhou de Liang, reconnaissait officiellement Sima Rui, le premier dirigeant des Jin de l'est, comme empereur. Mais, malgré cela, il continuait à dater tous ses documents officiels de l’ère Jianxing, le dernier nom d’ère choisi par Mindi, l'ultime empereur des Jin de l'Ouest. Ce simple usage équivalait, de fait, à une non-reconnaissance du nouvel empereur. Par la suite, la rupture entre les Zhang et les Jin fut entérinée à la suite de la création par Zhang Mao du royaume des Liang antérieurs à partir du Zhou de Liang. Le Liang antérieur a donc ceci de particulier que, contrairement aux royaumes des Wu Hu, ses dirigeants, qui font tous partie de la famille Zhang, appartenaient à l'ethnie Han.
Le territoire du nouveau royaume comprenait la province actuelle de Gansu, ainsi que des parties du Ningxia, du Shaanxi, du Qinghai et du Xinjiang.
Tous les souverains du Liang antérieur ont continué à utiliser le titre de duc de Xiping, qui avait été accordé à Zhang Gui, le père de Zhang Shi, par la Cour de la dynastie Jin de l'Ouest en mars 314,. Seul Zhang Zuo se proclama Wáng, un titre que l'on peut traduire par prince/roi. Cependant, par la suite, les dirigeants du Liang antérieur ont dû réutiliser le titre de " Wang " quand ils ont été forcés de se reconnaître vassaux du Zhao antérieur, puis du Zhao postérieur. Enfin, après une courte période où le Liang avait de nouveau reconnu les Jin comme suzerains, le royaume est finalement devenu un des vassaux des Qin antérieur. Ce fut le dernier acte de soumission des Liang, car le royaume finit par disparaître en 376, après avoir été annexé par le Qin antérieur. Zhang Tianxi, le dernier roi du Liang antérieur, meurt trente ans après la chute de son royaume, en 406.

### Les Régions de l'Ouest
En 327, la commanderie de Gaochang est créée par le Liang antérieur pendant le règne de Zhang Jun. Par la suite, une importante colonie chinoise s’établit à Gaochang et prend tellement d'importance qu'elle finit par représenter la plus grande partie de la population de la commanderie. Gaochang fait alors partie du Protectorat des Régions de l'Ouest, un protectorat militaire qui assure la mainmise de la Chine sur le Xiyu depuis l'an 59 ou 60 av. J.-C. Le Liang tente de prendre le contrôle de ce protectorat après la chute des Jin de l'Ouest et nomme Li Bo (李柏), Administrateur en Chef des Régions de l'Ouest,. Cette tentative semble tourner court, car après Bo, il n'y a plus aucune nomination à ce poste,. Par contre, la commanderie de Gaochang subsiste jusqu'en 383, date à laquelle le général Lu Guang des Qin antérieur en prend le contrôle.

## Souverains du Liang antérieur
| Nom de temple                                                       | Nom posthume                               | Nom de famille et prénom                    | Durée des règnes                  | Noms d'ères et leurs durées respectives                             |
| ------------------------------------------------------------------- | ------------------------------------------ | ------------------------------------------- | --------------------------------- | ------------------------------------------------------------------- |
| Par convention, en chinois, le nom de famille vient avant le prénom |                                            |                                             |                                   |                                                                     |
| Aucun                                                               | Ming (明 Míng)                             | Zhang Shi (en) (張寔 Zhāng Shí)             | 314-320                           | Jianxing (建興 Jiànxīng) 314–320                                    |
| Aucun                                                               | Cheng (成 Chéng)                           | Zhang Mao (en) (張茂 Zhāng Mào)             | 320–324                           | Jianxing (建興 Jiànxīng) 320–324                                    |
| Aucun                                                               | Zhongcheng (忠成 Zhōngchéng)               | Zhang Jun (en) (張駿 Zhāng Jùn)             | 324-346                           | Jianxing (建興 Jiànxīng) 324-346                                    |
| Aucun                                                               | Huan (桓 Huán)                             | Zhang Chonghua (en) (張重華 Zhāng Chónghuá) | 346-353                           | Jianxing (建興 Jiànxīng) 346-353                                    |
| Aucun                                                               | Ai (哀 āi)                                 | Zhang Yaoling (en) (張曜靈 Zhāng Yàolíng)   | 3 mois (du 9e au 12e mois) en 353 | Jianxing (建興 Jiànxīng) 353                                        |
| Aucun                                                               | Roi Wei (威王 Wēi Wáng)                    | Zhang Zuo (en) (張祚 Zhāng Zuò)             | 353-355                           | Jianxing (建興 Jiànxīng) 353-354 Heping (和平 Hépíng) 354-355       |
| Aucun                                                               | Jingdao (敬悼 Jìngdào) ou Chong (沖 Chōng) | Zhang Xuanjing (en) (張玄靚 Zhāng Xuánjìng) | 355-363                           | Jianxing (建興 Jiànxīng) 355-361 Shengping (升平 Shēngpíng) 361-363 |
| Aucun                                                               | Dao (悼 Dào)                               | Zhang Tianxi (en) (張天錫 Zhāng Tiānxí)     | 364-376                           | Shengping (升平 Shēngpíng) 364-376                                  |

## Arbre généalogique des souverains du Liang antérieur
|                                                   |                                                   |                                                   |                                                   |                                                   |                                                   |  |  | Zhang Gui 张轨 (255–314) Wǔwáng 武王 (r. 301–314)                  |                                                                    |                                                                    |                                                                    |                                                                    |                                                                    |  |  |                                                                    |                                                                    |                                                                    |                                                                    |                                                                    |                                                                    |  |  |  |  |  |  |  |  |  |  |  |  |  |  |  |  |  |  |
|                                                   |                                                   |                                                   |                                                   |                                                   |                                                   |  |  |                                                                    |                                                                    |                                                                    |                                                                    |                                                                    |                                                                    |  |  |                                                                    |                                                                    |                                                                    |                                                                    |                                                                    |                                                                    |  |  |  |  |  |  |  |  |  |  |  |  |  |  |  |  |  |  |
|                                                   |                                                   |                                                   |                                                   |                                                   |                                                   |  |  |                                                                    |                                                                    |                                                                    |                                                                    |                                                                    |                                                                    |  |  |                                                                    |                                                                    |                                                                    |                                                                    |                                                                    |                                                                    |  |  |  |  |  |  |  |  |  |  |  |  |  |  |  |  |  |  |
|                                                   |                                                   |                                                   |                                                   |                                                   |                                                   |  |  | Zhang Shi 张寔 (d. 320) Míngwáng 明王 / Zhāowáng 昭王 (r. 314–320) | Zhang Shi 张寔 (d. 320) Míngwáng 明王 / Zhāowáng 昭王 (r. 314–320) | Zhang Shi 张寔 (d. 320) Míngwáng 明王 / Zhāowáng 昭王 (r. 314–320) | Zhang Shi 张寔 (d. 320) Míngwáng 明王 / Zhāowáng 昭王 (r. 314–320) | Zhang Shi 张寔 (d. 320) Míngwáng 明王 / Zhāowáng 昭王 (r. 314–320) | Zhang Shi 张寔 (d. 320) Míngwáng 明王 / Zhāowáng 昭王 (r. 314–320) |  |  | Zhang Mao 張茂 (276–324) Chenglie 成烈 / Cheng 成 r. (320–)323–324 | Zhang Mao 張茂 (276–324) Chenglie 成烈 / Cheng 成 r. (320–)323–324 | Zhang Mao 張茂 (276–324) Chenglie 成烈 / Cheng 成 r. (320–)323–324 | Zhang Mao 張茂 (276–324) Chenglie 成烈 / Cheng 成 r. (320–)323–324 | Zhang Mao 張茂 (276–324) Chenglie 成烈 / Cheng 成 r. (320–)323–324 | Zhang Mao 張茂 (276–324) Chenglie 成烈 / Cheng 成 r. (320–)323–324 |  |  |  |  |  |  |  |  |  |  |  |  |  |  |  |  |  |  |
|                                                   |                                                   |                                                   |                                                   |                                                   |                                                   |  |  | Zhang Shi 张寔 (d. 320) Míngwáng 明王 / Zhāowáng 昭王 (r. 314–320) | Zhang Shi 张寔 (d. 320) Míngwáng 明王 / Zhāowáng 昭王 (r. 314–320) | Zhang Shi 张寔 (d. 320) Míngwáng 明王 / Zhāowáng 昭王 (r. 314–320) | Zhang Shi 张寔 (d. 320) Míngwáng 明王 / Zhāowáng 昭王 (r. 314–320) | Zhang Shi 张寔 (d. 320) Míngwáng 明王 / Zhāowáng 昭王 (r. 314–320) | Zhang Shi 张寔 (d. 320) Míngwáng 明王 / Zhāowáng 昭王 (r. 314–320) |  |  | Zhang Mao 張茂 (276–324) Chenglie 成烈 / Cheng 成 r. (320–)323–324 | Zhang Mao 張茂 (276–324) Chenglie 成烈 / Cheng 成 r. (320–)323–324 | Zhang Mao 張茂 (276–324) Chenglie 成烈 / Cheng 成 r. (320–)323–324 | Zhang Mao 張茂 (276–324) Chenglie 成烈 / Cheng 成 r. (320–)323–324 | Zhang Mao 張茂 (276–324) Chenglie 成烈 / Cheng 成 r. (320–)323–324 | Zhang Mao 張茂 (276–324) Chenglie 成烈 / Cheng 成 r. (320–)323–324 |  |  |  |  |  |  |  |  |  |  |  |  |  |  |  |  |  |  |
|                                                   |                                                   |                                                   |                                                   |                                                   |                                                   |  |  | Zhang Jun 張駿 (307–346) Wen 文 / Zhongcheng 忠成 r. 324–346       |                                                                    |                                                                    |                                                                    |                                                                    |                                                                    |  |  |                                                                    |                                                                    |                                                                    |                                                                    |                                                                    |                                                                    |  |  |  |  |  |  |  |  |  |  |  |  |  |  |  |  |  |  |
|                                                   |                                                   |                                                   |                                                   |                                                   |                                                   |  |  |                                                                    |                                                                    |                                                                    |                                                                    |                                                                    |                                                                    |  |  |                                                                    |                                                                    |                                                                    |                                                                    |                                                                    |                                                                    |  |  |  |  |  |  |  |  |  |  |  |  |  |  |  |  |  |  |
|                                                   |                                                   |                                                   |                                                   |                                                   |                                                   |  |  |                                                                    |                                                                    |                                                                    |                                                                    |                                                                    |                                                                    |  |  |                                                                    |                                                                    |                                                                    |                                                                    |                                                                    |                                                                    |  |  |  |  |  |  |  |  |  |  |  |  |  |  |  |  |  |  |
| Zhang Zuo 张祚 (d. 355) Wei 威 (r. 353–355)       | Zhang Zuo 张祚 (d. 355) Wei 威 (r. 353–355)       | Zhang Zuo 张祚 (d. 355) Wei 威 (r. 353–355)       | Zhang Zuo 张祚 (d. 355) Wei 威 (r. 353–355)       | Zhang Zuo 张祚 (d. 355) Wei 威 (r. 353–355)       | Zhang Zuo 张祚 (d. 355) Wei 威 (r. 353–355)       |  |  | Zhang Chonghua 張重華 (327–353) Jinglie 敬烈 / Huan 桓 r. 346–353  | Zhang Chonghua 張重華 (327–353) Jinglie 敬烈 / Huan 桓 r. 346–353  | Zhang Chonghua 張重華 (327–353) Jinglie 敬烈 / Huan 桓 r. 346–353  | Zhang Chonghua 張重華 (327–353) Jinglie 敬烈 / Huan 桓 r. 346–353  | Zhang Chonghua 張重華 (327–353) Jinglie 敬烈 / Huan 桓 r. 346–353  | Zhang Chonghua 張重華 (327–353) Jinglie 敬烈 / Huan 桓 r. 346–353  |  |  | Zhang Tianxi 張天錫 (346–406) Dao 悼 (r. 363–376)                  | Zhang Tianxi 張天錫 (346–406) Dao 悼 (r. 363–376)                  | Zhang Tianxi 張天錫 (346–406) Dao 悼 (r. 363–376)                  | Zhang Tianxi 張天錫 (346–406) Dao 悼 (r. 363–376)                  | Zhang Tianxi 張天錫 (346–406) Dao 悼 (r. 363–376)                  | Zhang Tianxi 張天錫 (346–406) Dao 悼 (r. 363–376)                  |  |  |  |  |  |  |  |  |  |  |  |  |  |  |  |  |  |  |
| Zhang Zuo 张祚 (d. 355) Wei 威 (r. 353–355)       | Zhang Zuo 张祚 (d. 355) Wei 威 (r. 353–355)       | Zhang Zuo 张祚 (d. 355) Wei 威 (r. 353–355)       | Zhang Zuo 张祚 (d. 355) Wei 威 (r. 353–355)       | Zhang Zuo 张祚 (d. 355) Wei 威 (r. 353–355)       | Zhang Zuo 张祚 (d. 355) Wei 威 (r. 353–355)       |  |  | Zhang Chonghua 張重華 (327–353) Jinglie 敬烈 / Huan 桓 r. 346–353  | Zhang Chonghua 張重華 (327–353) Jinglie 敬烈 / Huan 桓 r. 346–353  | Zhang Chonghua 張重華 (327–353) Jinglie 敬烈 / Huan 桓 r. 346–353  | Zhang Chonghua 張重華 (327–353) Jinglie 敬烈 / Huan 桓 r. 346–353  | Zhang Chonghua 張重華 (327–353) Jinglie 敬烈 / Huan 桓 r. 346–353  | Zhang Chonghua 張重華 (327–353) Jinglie 敬烈 / Huan 桓 r. 346–353  |  |  | Zhang Tianxi 張天錫 (346–406) Dao 悼 (r. 363–376)                  | Zhang Tianxi 張天錫 (346–406) Dao 悼 (r. 363–376)                  | Zhang Tianxi 張天錫 (346–406) Dao 悼 (r. 363–376)                  | Zhang Tianxi 張天錫 (346–406) Dao 悼 (r. 363–376)                  | Zhang Tianxi 張天錫 (346–406) Dao 悼 (r. 363–376)                  | Zhang Tianxi 張天錫 (346–406) Dao 悼 (r. 363–376)                  |  |  |  |  |  |  |  |  |  |  |  |  |  |  |  |  |  |  |
|                                                   |                                                   |                                                   |                                                   |                                                   |                                                   |  |  |                                                                    |                                                                    |                                                                    |                                                                    |                                                                    |                                                                    |  |  |                                                                    |                                                                    |                                                                    |                                                                    |                                                                    |                                                                    |  |  |  |  |  |  |  |  |  |  |  |  |  |  |  |  |  |  |
| Zhang Yaoling 張曜靈 (344–355) Ai 哀 (r. 353–355) | Zhang Yaoling 張曜靈 (344–355) Ai 哀 (r. 353–355) | Zhang Yaoling 張曜靈 (344–355) Ai 哀 (r. 353–355) | Zhang Yaoling 張曜靈 (344–355) Ai 哀 (r. 353–355) | Zhang Yaoling 張曜靈 (344–355) Ai 哀 (r. 353–355) | Zhang Yaoling 張曜靈 (344–355) Ai 哀 (r. 353–355) |  |  | Zhang Xuanjing 張玄靖 (350–363) Jingdao 敬悼 / Chong 沖 r. 355–363 | Zhang Xuanjing 張玄靖 (350–363) Jingdao 敬悼 / Chong 沖 r. 355–363 | Zhang Xuanjing 張玄靖 (350–363) Jingdao 敬悼 / Chong 沖 r. 355–363 | Zhang Xuanjing 張玄靖 (350–363) Jingdao 敬悼 / Chong 沖 r. 355–363 | Zhang Xuanjing 張玄靖 (350–363) Jingdao 敬悼 / Chong 沖 r. 355–363 | Zhang Xuanjing 張玄靖 (350–363) Jingdao 敬悼 / Chong 沖 r. 355–363 |  |  | Zhang Yu 张大豫 d. 387; r. 386–387                                 | Zhang Yu 张大豫 d. 387; r. 386–387                                 | Zhang Yu 张大豫 d. 387; r. 386–387                                 | Zhang Yu 张大豫 d. 387; r. 386–387                                 | Zhang Yu 张大豫 d. 387; r. 386–387                                 | Zhang Yu 张大豫 d. 387; r. 386–387                                 |  |  |  |  |  |  |  |  |  |  |  |  |  |  |  |  |  |  |

## Voir également
- Han (ethnie)
- Liste des anciens groupes ethniques chinois (en)
- Wu Hu
- Seize Royaumes
- Bouddhisme en Chine
- Gansu